# Rhipidolestes aculeatus
Rhipidolestes aculeatus là loài chuồn chuồn trong họ Megapodagrionidae. Loài này được Ris mô tả khoa học đầu tiên năm 1912.